# Amador Vega Esquerra
Amador Vega Esquerra (Barcelona, 1958) és doctor en filosofia per l'Albert-Ludwigs-Universität de Friburg de Brisgòvia (Alemanya) i catedràtic d'estètica a la Universitat Pompeu Fabra. Ha estat «Joan Coromines Visiting Professor» a la University of Chicago (2007) i professor convidat a la Université Saint Joseph de Beirut (2010). Es dedica a l'estudi de la mística occidental i les seves relacions amb l'estètica.
És president de l'"Associació d'Amics de la Bibliotheca Mystica et Philosophica Alois M. Haas" i membre corresponent del Collège International de Philosophie (París).

## Obres
- Passió, meditació i contemplació. Sis assaigs sobre el nihilisme religiós (Ed. Empúries, 1999; Fragmenta Editorial, 2012) ISBN 978-84-92416-57-8
- Zen, mística y abstracción. Ensayos sobre el nihilismo religioso, Trotta, 2002)
- Ramon Llull y el secreto de la vida (Siruela, 2002)
- Ramon Llull and the secret of life, (Herder & Herder, 2003)
- El bambú y el olivo (Herder, 2004)
- Arte y santidad. Cuatro lecciones de estética apofática (Cuadernos de la Cátedra Jorge Oteiza, 2005)
- Tratado de los cuatro modos del espíritu (Alpha Decay, 2005)
- Sacrificio y creación en la pintura de Rothko (Siruela, 2010)
- Tres poetas del exceso. La hermenéutica imposible en Eckhart, Silesius y Celan (Fragmenta Editorial, 2011) ISBN 978-84-92416-41-7
- Libro de horas de Beirut (Fragmenta Editorial, 2014) ISBN 978-84-15518-03-7
- Tentativas sobre el vacío. Ensayos de estética y religión (Fragmenta Editorial, 2022) ISBN 978-84-17796-63-1